# Fundación Paramédicos (Honduras)
La Fundación Paramédicos es una organización sin ánimo de lucro (OSFL), fundada en la ciudad de Santa Rosa de Copán en 12 de junio de 2001. La Fundación es la primera en su clase en la república de Honduras y se financia de los propios recursos de sus actividades y de los recursos donados por ciudadanos y otras asociaciones.

## Historia

### Antecedentes
En la década de los noventa, un grupo de paramédicos estadounidenses decidieron fundar una sede de la Paramedics for Children (PFC) en la región de Centroamérica, con el único propósito de colaborar con personas de escasos recursos proporcionándoles atención médica, medicamentos, materiales de educación y asistencia en desastres naturales. Es por ello que los emprendedores de Paramedic for Children se establece en el municipio de Copán Ruinas en el occidente de la república de Honduras y desde la cual atiende a personas necesitadas tanto del occidente de Honduras, como de Guatemala. Los paramédicos al mando de Rodger Harrison establecen un pequeño centro hospitalario y brindan movilización en ambulancias para atender emergencias médicas y traslado de pacientes graves hacia hospitales nacionales e internacionales. La benéfica actividad de este grupo voluntario se ve eficaz al ocurrir en los meses de octubre y noviembre de 1998 el paso del Huracán Mitch, que azotó tanto Guatemala, Honduras, El Salvador y norte de Nicaragua. Es así, que personas activas del occidente de Honduras, deciden recibir cursos de atención en urgencias médicas con el fin de preparar personal, para posibles desastres. En la ciudad de Santa Rosa de Copán el Primer Curso de Paramédicos se realiza con varios participantes, de los cuales sobresalen los nombres de Juan Ramón Trejo, Miriam Rosales Valladares y Rolando Pineda. 
En fecha 12 de junio de 2001 operando bajo el nombre de sus formadores Paramedics For Children, el reducido grupo de Técnico en Emergencias Médicas ya instalados en Santa Rosa de Copán, comienzan a laborar bajo una personalidad jurídica establecida en los artículos 56 al 59 de la Constitución hondureña y con dirección de una Junta Directiva siendo el presidente el ingeniero Reynerio Duarte. Se solicitó establecer una base de operaciones, la misma quedó en el local de la Región de Salud No. 5, con sede en lo que es el edificio Doctor Vicente Fernández Mejía y desde el cual los técnicos brindaban su atención por medio de su primera ambulancia de marca Chevrolet. Seguidamente, en la siguiente década se realizaron un Segundo Curso de Técnicos, de los cuales se reorganizó la jerarquía, quedando una Junta Directiva conformada por personas civiles afines y como mando subalterno una Plana Mayor de Paramédicos, en la que quedó como Comandante el Promotor Social Juan Ramón Trejo. La sede recibió su segunda unidad ambulancia de marca Ford.
| Cargo             | Nombre                    |
| Capitán EMT       | Juan Ramón Trejo          |
| 2.º Capitán EMT   | Rolando Pineda            |
| 1.er Teniente EMT | Miriam Rosales Valladares |
| Teniente EMT      | José Zepeda               |
| Teniente EMT      | Marte Tomé                |
| Teniente EMT      | Juana de Tomé             |
| Teniente EMT      | Daniel Castañeda          |

## Fundación Paramédicos
Es a partir del año 2003, después de la otra entrega de nuevos técnicos, que la Plana Mayor en cesión decide establecerse como Fundación, para desligarse de la organización estadounidense de la cual obtiene tanto apoyo económico, como ambulancias, equipo y uniformes para rebautizarse como Fundación Paramédicos de Santa Rosa de Copán, bajo el lema: "Ayudando a Salvar una Vida", se diseña su propio logo y uniforme; y a la vez recibiendo un predio donado por la Municipalidad de Santa Rosa de Copán, y en el cual deciden establecerse de forma permanente, para atender las urgencias en el corredor occidental de la república de Honduras y traslados hacia las repúblicas de Guatemala y El Salvador. Se recibe una nueva y moderna ambulancia marca Ford.

### Misión
Ayudar a las personas que lo soliciten en situaciones de emergencia, independientemente de su condición económica con un trato oportuno profesional y de óptima calidad.

### Visión
Reducir los índices de muertes ocasionadas por accidentes y emergencias, la fundación cuenta para ello con un equipo de paramédicos y medio de transporte especializado para atender en forma oportuna, cuando la población de la zona occidental de Honduras lo demande.
La Nueva Plana Mayor en el año 2003, quedó conformada de la siguiente forma:
| Cargo             | Nombre                    |
| Capitán TUM       | Juan Ramón Trejo          |
| 2.º Capitán TUM   | Rolando Pineda            |
| 1.er Teniente TUM | Miriam Rosales Valladares |
| Teniente TUM      | César Cruz Tobar          |
| Teniente TUM      | Omar Rojas                |
| Teniente TUM      | Francisco Peña Mata       |
| Teniente TUM      | Óscar Mauricio Sabillón   |
| Teniente TUM      | José Leonardo Urquía      |

## Formación de los paramédicos
A partir del año 2004 la Fundación Paramédicos empezó a realizar los llamamientos para captación de voluntarios, los cursos fueron realizados en el local del Centro de Salud Doctor Vicente Fernández Mejía, de la cual los aspirantes recibieron tanto Primeros auxilios básicos, soporte vital Básico, vacunas intramusculares, etc. De acuerdo con los avances médicos de urgencias en primeras atenciones, los paramédicos voluntarios santarrocenses fueron recibiendo cursos medios y avanzados, como el recibido en el Hospital de Occidente por un grupo de médicos estadounidenses de acuerdo y bajo los estándares de licencia de la Asociación Americana del Corazón (American Heart Association). Los Niveles Medio-Superior como Paramédico, Técnico en Urgencias Médicas/Emergencias Médicas/Medicina en Emergencias Prehospitalarias/Emergencias Prehospitalarias/Atención Prehospitalaria (TUM/TEM/TME-P/TEPH/TAPh) nivel Básico, Intermedio y Avanzado (TUM-B/TEM-B/TEPH-B/TAPH-B, TUM-I/TEM-I/TEPH-I/TAPH-I o TUM-A/TEM-A/TEPH-A/TAPH-A) varios paramédicos al terminar su etapa de voluntariado, ingresaron en facultades de medicina de las universidades nacionales para continuar sus estudios académicos.   
Según la demanda de voluntariado en Honduras en el año 2005, la Fundación Paramédicos empleo un nuevo sistema de acogida de voluntarios, los júnior quienes son jóvenes estudiantes adolescentes con edad comprendida entre los 17 a 18 años de edad y permiso escrito de sus padres, los cuales no asistían a las urgencias médicas, pero sí colaboran en recolección de materiales, presentaciones, reuniones, desfiles, etc.

## Actividades
Oficialmente el nombre "Fundación Paramédicos" se hace patente en el año 2012 como una organización sin fines de lucro que subsiste gracias a sus propias actividades y las colaboraciones de asociaciones y personas comunes.
Entre las ayudas médicas e intercambios culturales que la Fundación Paramédicos realiza, están: Cooperación con la ONG CAMO (Central American Medical Outreach).
En una declaración a un diario de circulación nacional, el comandante Juan Ramón Trejo aseguró que los pacientes prefieren ser trasladados a hospitales de la república de El Salvador
La Fundación Paramédicos está reconocida por el Comisión Permanente de Contingencias de Honduras (COPECO) como un instrumento activo en el servicio de emergencias en el occidente de Honduras. En el año 2015 se recibe otra nueva ambulancia, cuenta oficialmente con cuatro unidades médicas ambulancias activas.

## Logo
Mapa de la república de Honduras en color amarillo y resaltado en color rojo el Departamento de Copán, territorio en el cual tiene su sede central la Fundación Paramédicos. Bajo el mapa se encuentra la Estrella de la vida, símbolo de los paramédicos.   

## Actual Plana Mayor de 2015 a 2016
La Plana Mayor de Paramédicos la comprenden los técnicos: 
| Cargo             | Nombre                            |
| Capitán TUM       | Juan Ramón Trejo                  |
| 2.º Capitán TUM   | César Cruz Tobar                  |
| 1.er Teniente TUM | Miriam Rosales Valladares         |
| Teniente TUM      | Juan Carlos Tábora Romero         |
| Teniente TUM      | Georgina Mejía                    |
| Teniente TUM      | Guillermo Josué Castellanos Reyes |
| Teniente TUM      | Olvín Dubón                       |
| Teniente TUM      | Henry Valdiviezo                  |

### Dirección
- Oficina: Barrio El Carmen, en la ciudad de Santa Rosa de Copán, Honduras C.A.
- Teléfonos: (504) 2662-2691,2662-6482,2608-0116,9979-6890.